# Giuseppe Caputo
Giuseppe Caputo (Barranquilla, 1982) es un poeta y escritor colombiano. En 2017 fue incluido en la lista Bogotá39, que destaca a los escritores jóvenes más prometedores de Latinoamérica.

## Carrera
Nacido en Barranquilla, en la costa Caribe colombiana, Caputo estudió tanto en Colombia como en los Estados Unidos. Es egresado de la Universidad de Nueva York y de la Universidad de Iowa. Ha escrito las novelas Un mundo huérfano y Estrella Madre así como Se va un hombre, las colecciones de poesía Jardín de carne, El hombre jaula y Los nacimientos de Jesús. Es colaborador habitual del periódico El Tiempo y ha estado vinculado profesionalmente con la popular Feria Internacional del Libro de Bogotá.
En 2017 fue incluido en la lista Bogotá39, una selección de los jóvenes escritores más prometedores de América Latina.

## Obras destacadas

### Novelas
- Un mundo huérfano
- Estrella madre
- Se va un hombre

### Poesía
- Jardín de carne
- El hombre jaula
- Los nacimientos de Jesús